# Apogonia philochlaenioides
Apogonia philochlaenioides är en skalbaggsart som beskrevs av Moser 1924. Apogonia philochlaenioides ingår i släktet Apogonia och familjen Melolonthidae. Inga underarter finns listade i Catalogue of Life.